# Třída Godavari
Třída Godavari (jinak též Projekt 16) je třída fregat indického námořnictva. Fregaty jsou výrazným zlepšením předchozí třídy Nilgiri, která byla sama kopií britských fregat třídy Leander. Byly však vybaveny převážně sovětskou výzbrojí. Celkem byly postaveny tři jednotky této třídy. Ve službě byly v letech 1983–2022. Později byla postavena ještě druhá tříkusová série, označovaná jako třída Brahmaputra.

## Stavba
V letech 1983–1988 do služby vstoupily tři jednotky, pojmenované Godavari, Ganga a Gomati. Postavila je indická loděnice Mazagon Dock Limited (MDL) v Bombaji.
Jednotky třídy Godavari:
| Jméno              | Spuštěna | Vstup do služby   | Status                     |
| ------------------ | -------- | ----------------- | -------------------------- |
| INS Godavari (F20) | 1980     | 10. prosince 1983 | Vyřazena 23. prosince 2015 |
| INS Gomati (F21)   | 1981     | 16. dubna 1988    | Vyřazena 28. května 2022   |
| INS Ganga (F22)    | 1984     | 30. prosince 1985 | Vyřazena 22. března 2018.  |

## Konstrukce

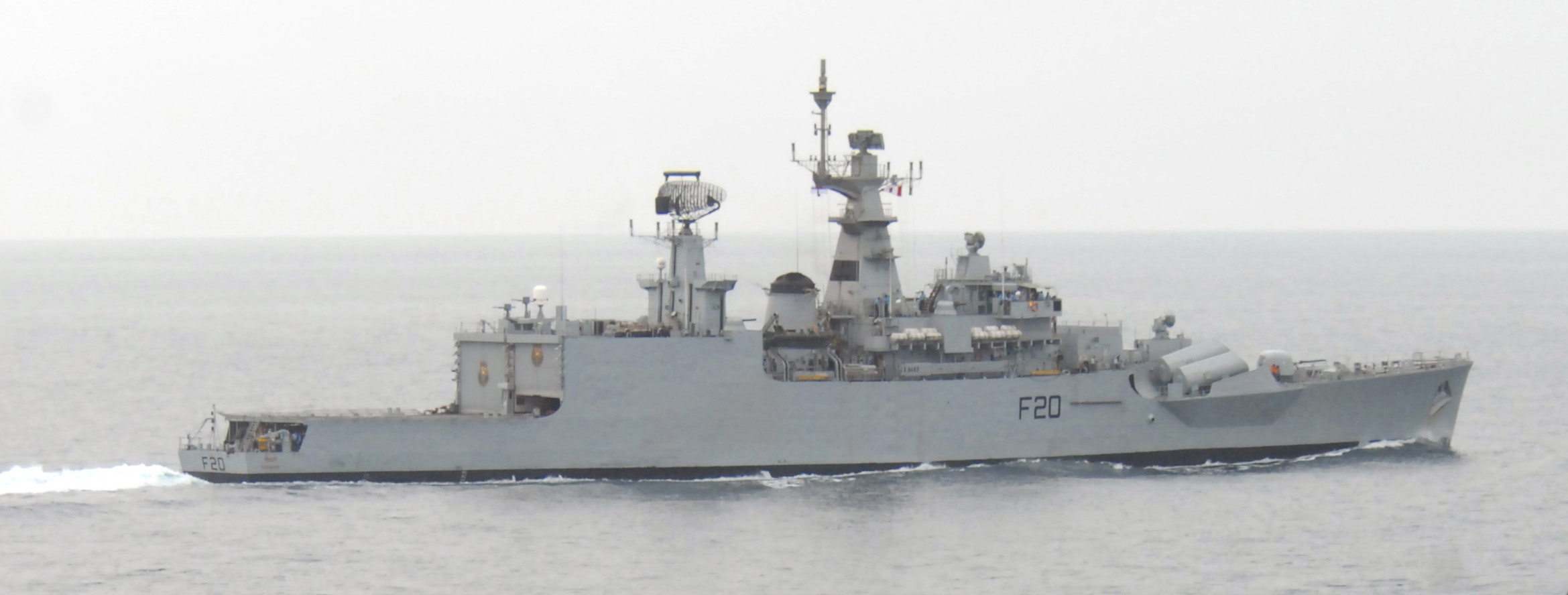
INS Godavari (F20)

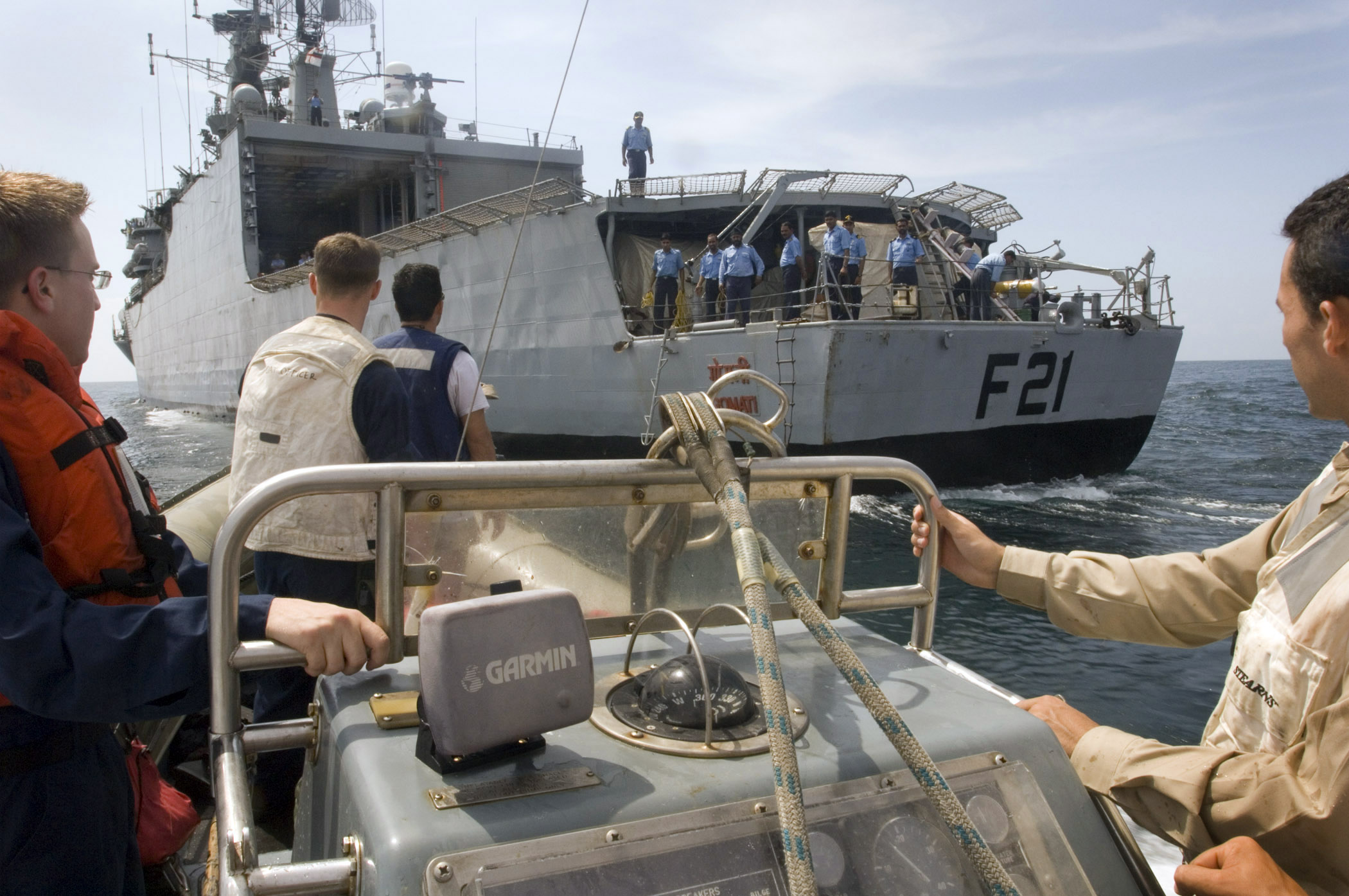
INS Gomati (F 21)

Hlavňovou výzbroj představuje dvouhlavňový 57mm kanón v dělové věži na přídi. Za dělovou věží jsou umístěny čtyři vypouštěcí kontejnery protilodních střel P-15 Termit (v kódu NATO SS-N-2) a protiletadlové řízené střely 9K33M (v kódu NATO SA-N-4). Blízkou obranu zajišťují čtyři 30mm kanóny kompletu AK-630. K boji proti ponorkám slouží dva trojhlavňové 324mm torpédomety. Na zádi fregat je přistávací plošina a hangár pro dva vrtulníky. Nejvyšší rychlost dosahuje 27 uzlů.